# Nicetes de Tessalònica
Nicetes de Tessalònica (Nicetas Thessalonicensis, Νικήτας) o també Nicetes Maronita, va ser un religiós romà d'Orient, que va ser cartofílac o arxiver guardià dels arxius eclesiàstics i després arquebisbe de Tessalònica.
Va viure a l'entorn de l'any 1200. Va ser confós ocasionalment amb Nicetes Coniata. Es va mostrar molt favorable a la proposta d'unió entre les esglésies llatina i grega.

## Obres
- 1. De Processione Spiritus Sancti Dialogorum Libri VIII de la qual Lleó Al·laci en dona un fragment a Contra Hottinger.
- 2. Responsio ad Interrogationes Basilii Monachi
- 3. Responsio ad Interrogationes de diversis Casibus Ecclesiast.
- 4. De Miraculis S. Demetrii Martyris
- 5. Expositio Canonum s. Canticorum S. Joan. Damasceni
- 6. I Algunes altres obres menys destacades